# Gälleudde
Gälleudde (eller Gällnäsudde) är en fyrplats och mistsignalstation i Gestads socken på Vänerns Dalslandssida, 14 kilometer nordöst om Vänersborg. Platsen har haft fyr sedan 1864. På den tiden bestod fyren i ett litet torn invid gaveln på fyrvaktarbostaden. 1905 byggde man en ny fyr och ett nytt bostadshus för fyrpersonalen. Tornet är ett fackverkstorn med rund lanternin. Fyrplatsen fick el 1951, men var bemannad fram till 2003. På platsen finns också en gammal supertyfon kvar som användes fram till 1980-talet.
Fyrtornet har inget skydd som byggnadsminne, och år 2007 meddelade ägarna Sjöfartsverket att man ville riva tornet för att ersätta det med en modern fackverksmast. Vänersborgs byggnadsnämnd ville dock att tornet skulle bevaras och gav inget tillstånd för byggnation av den nya masten. Tornet skonades tills vidare, men släcktes 2009 då man flyttade ljuset till en ny mast. Denna sattes upp en bit ifrån den gamla fyren.
Vindobservationer från Gälleudde har tidigare rapporteras i SMHIs sjörapport, men ingår inte längre i rapporten.